# Veradia
Veradia brisbanensis es una  especie de coleóptero adéfago de la familia Carabidae y el único miembro del género monotípico Veradia.